# Бакур (Коми)
Бакур (коми Бакур) — деревня в Ижемском районе Республики Коми России. Входит в состав сельского поселения Сизябск.

## Этимология
Топоним, предположительно, восходит к прозвищу первого жителя деревни. Слово бакур на языке коми означает «берестяная дудка, которой пугают медведя».

## История
Основана в середине XIX века. По данным на 1859 год в деревне Букуринской числились 30 дворов и 99 жителей (45 мужчин и 54 женщины); в 1905 году — 69 дворов и 945 человек (456 мужчин и 489 женщин).
По состоянию на 1920 год, в деревне Бакуринской имелось 98 дворов и проживал 431 человек (157 мужчин и 274 женщины). В административном отношении являлась центром Бакуринского общества Бакуринской волости Ижмо-Печорского уезда.

## География
Деревня находится в северо-западной части Республики Коми, в пределах Печорской низменности, в левобережной части долины реки Ижмы, на расстоянии примерно 3 километров (по прямой) к западу от села Ижмы, административного центра района. Абсолютная высота — 38 метров над уровнем моря.
Климат
Климат характеризуется как умеренно континентальный, с продолжительной морозной многоснежной зимой и коротким прохладным летом. Средняя температура воздуха самого тёплого месяца (июля) составляет 14,6 °C; самого холодного (января) — −17,4 °C. Среднегодовое количество атмосферных осадков составляет 527 мм.
Часовой пояс
Бакур, как и вся Республика Коми, находится в часовой зоне МСК (московское время). Смещение применяемого времени относительно UTC составляет +3:00.

## Население
| 2010 |
| ---- |
| 452  |

Гендерный состав
По данным Всероссийской переписи населения 2010 года в гендерной структуре населения мужчины составляли 52,2 %, женщины — соответственно 47,8 %.
Национальный состав
Согласно результатам переписи 2002 года, в национальной структуре населения коми-ижемцы составляли 83 % из 517 чел.